# 馬修斯縣 (維吉尼亞州)
馬修斯县（英語：Mathews County）是美國維吉尼亞州東部的一個縣，東臨切薩皮克灣。面積634平方公里。根據美國2000年人口普查，共有人口9,207人。縣治馬修斯 （Mathews）。
成立於1790年12月16日。縣名可能紀念聯邦眾議員、喬治亞州州長喬治·馬修斯或州眾議員湯瑪斯·馬修斯。